# Ondina (novel·la)
Ondina és una novel·la de Friedrich de la Motte Fouqué que imita el conte de fades tradicional. Narra el triangle amorós entre un cavaller, la seva antiga promesa i una noia misteriosa que coneix fugint d'un bosc encantat.

## Argument
Un cavaller es perd sortint d'un bosc encantat i acaba a casa d'uns pescadors que han adoptat una bella i riallera jove anomenada Ondina. A causa d'una tempesta que desborda el torrent, el cavaller s'ha de quedar més temps del previst i s'enamora de la noia. Des del començament li sembla que l'acompanya el misteri però decideix demanar-la en matrimoni. Després de la nit de noces, ella li confessa que és una criatura de les aigües profundes (en realitat una ondina com revela el seu nom) però que el seu amor li ha conferit una ànima i que li serà sempre fidel. Mentre tornen al castell del cavaller, un oncle de l'Ondina, en Kuhleborn, adopta diferents formes a partir de brolls d'aigua i intenta impedir el seu avenç però ella l'allunya.
A ciutat reveuen Bertalda, una antiga enamorada del cavaller, a qui conviden al seu castell una temporada. Ondina simpatitza amb la noia i sembla que poden viure els tres en harmonia, tanmateix el cavaller comença a dubtar dels seus sentiments, esperonat per la por a l'autèntica naturalesa de la seva esposa. Bertalda vol manar al castell fins que arriben les visites de Kuhleborn i la fan fugir. Tant el cavaller com Ondina corren al rescat de manera individual i aconsegueixen amansir el seu caràcter. Per celebrar-ho, decideixen viatjar pel Danubi. Enmig del riu, però, Kuhleborn pot mostrar tot el seu poder i molestar els tres joves mentre els servents murmuren que Ondina és una bruixa. El cavaller s'enutja i se sent cada cop més allunyat de la seva esposa fins que aquesta és empassada pel riu després que es rebutgi un collaret de corall que ella ofereix a la Bertalda.
Creient-la morta, s'està a punt de celebrar un nou casament entre els joves restants malgrat els advertiments del capellà i de signes funestos en forma se somnis i objectes desplaçats. Després de la cerimònia, Ondina reapareix en forma d'espectre i besa el seu enamorat fins a matar-lo. Al seu funeral, es transforma en un rierol que envolta la seva tomba.

## Anàlisi
La història s'inscriu plenament en l'estil del romanticisme. L'ambientació medieval, els elements del folklore i el conte de fades i la barreja del sobrenatural amb una història d'amor desgraciat són plenament romàntics. Igualment pertanyen a aquest moviment els paisatges feréstecs, la presència de la mort i el caràcter original i al marge de la societat de la protagonista misteriosa. Ondina és una barreja de les ondines mitològiques i la sirena del conte Melusina.
L'èxit del relat va propiciar-ne diverses adaptacions, entre les quals destaquen l'òpera d'Ernst Theodor Amadeus Hoffmann, una versió teatral de Jean Giraudoux i fins i tot una pel·lícula d'Andy Warhol. També ha inspirat diverses pintures, com per exemple els quadres de John William Waterhouse o Joseph Mallord William Turner.